# Apol·lo del Belvedere
L'Apol·lo de Belvedere és una famosa escultura de marbre de l'antiguitat clàssica. Va ser redescoberta a la fi del segle xv, durant el Renaixement. Des de mitjan segle xviii, va ser considerada la millor escultura antiga pels neoclassicistes i, durant segles, es va considerar l'epítom dels ideals de perfecció estètica per als europeus i la part occidental del món. El déu 	Apol·lo és conegut en les cultures gregues i romanes. És fill de Zeus i Leto, germà bessó d'Àrtemis. Es representa sempre com un home jove i bell, un sol estar acompanyat d'una cités, una lira o un arc a la mà, sempre és representat amb la corona de llorer al cap. Se li pot representar juntament amb una serp que utilitzava per a la medicina, un corb o una grifo.
A Apol·lo se’l coneix principalment per ser el déu de la bellesa i de la perfecció, però a més d'això se li coneix també per ser el déu del sol, malalties, curació, plagues, de la protecció contra el mal, de l'harmonia i de l'equilibri. Podem afirmar que Apol·lo és el déu de les arts.
També era el patró de l'oracle de Delfos i cap de les muses. La lira va ser el seu atribut més comú en totes les obres que podem trobar d'ell.
Apol·lo apareix en gran part de la mitologia grega i romana. Per exemple el podem associar amb la guerra de Troia on s'explica que tot i la prohibició del seu pare Zeus al fet que els déus participaran el juntament amb Afrodita van parlar amb Ares perquè participés a favor dels troians. També és esmentat en el moment de la mort d'Aquil·les ja que en el mite s'explica que Apol·lo va ser qui va guiar la fletxa de l'arc de Paris fins al taló d'Aquil·les. Els romans també li van retre culte però aquest va ser més tardà, a partir de la influència de les colònies Roma va començar a donar-li culte al déu Apol·lo. El primer temple que coneixem d'Apol·lo a Roma data del segle v aC.
En honor del déu Apol·lo es feien una sèrie de festivals com les Carpias, Dafnefòria, Delias, Pitias o les Targelias.
Apol·lo va tenir una gran importància en l'art grec a diferència de l'art romà. A partir d'ell es desenvolupen totes les arts. El déu era acompanyat per les seves muses de les quals sorgeixen molts mites d'amors.
El naixement d'Apol·lo es coneix a través d'un mite pel qual Hera la dona de Zeus, furiosa després de conèixer que el seu marit li havia estat infidel amb Leto una tità, va prohibir que la tità donés a llum en qualsevol part de la terra. Zeus va demanar ajuda al seu germà Posidó i aquest va conduir a Leto a una illa flotant de Delos on acompanyada d'altres déus va donar a llum a Àrtemis i Apol·lo. En el moment del naixement Àrtemis va ajudar el seu germà Apol·lo a néixer. A més junts van matar a una pitó enviada per la deessa Hera.
Apol·lo va tenir molts amants tant femenins com masculins però cal destacar a Arsínoe amb la qual va tenir a Asclepi i Eriopis, a Caliope que va tenir a Lli, Orfeu i Lalemo.

## Descripció
Aquesta obra també coneguda com Apol·lo Pitio és una còpia romana realitzada en marbre que data de mitjan el segle II d'una grega que originalment s'havia fet en bronze. El nom sorgeix de que és representat el déu Apol·lo i que va ser trobat al Pati el palau Belvedere, un pati que sabem que va ser dissenyat per Bramante. Tant l'autor com la cronologia de l'obra està en un debat, encara que podem situar-la en el primer període de l'hel·lenisme (323-250 ane) i l'autor podria ser Leocrates.
Aquesta estàtua mesura 2,24 metres d'altura. El déu Apol·lo apareix dempeus, amb una capa que envolta el braç esquerre que el manté aixecat i deixa descobert el seu cos nu. El braç dret reposa sobre un tronc en el qual veiem una serp. Al pit podem intuir una corretja que forma part del buirac. Podem observar com la musculatura no està molt desenvolupada que el podem relacionar amb el fet que en aquesta primera etapa de l'hel·lenistic en què ubiquem l'obra es promou un retorn al naturalisme. Ens podem fixar en la suavitat amb la qual es representa el cos masculí, una anatomia d'articulacions suaus, però podem veure en el tors una mica de musculatura. És un marbre molt polit i veiem un joc de llums i ombres.
El déu Apol·lo és representat en un moment anecdòtic i és que el déu aquesta llançant un fletxa. Podem veure una imatge d'un déu jove i bell. Podem veure un rostre dramàtic, els ulls apareixen enfonsats sota les celles, la boca apareix entreoberta i en tensió a causa de el moviment que aquesta realitzant.
El cap i el tors es troben girats en la mateixa direcció, cap a on apunta el braç esquerre.
La postura de l'escultura és el contraposto, tècnica que coneixem a través de la feina de Policlet que ja s'utilitza en el Dorífor. Aquesta tècnica el podem veure en les cames, un apareix avançada mentre que l'altra aquesta fixa a terra.
La nuesa d'Apol·lo s'ha enfocat de diferents punts de vista, d'una banda s'ha considerat inadequat però també la seva nuesa s'ha considerat elegant.

## Història
- Antiguitat. El marbre és o ben hel·lenístic o una còpia romana a partir d'un original de bronze, avui perdut, que s'ha fet entre el 350-325 aC per l'escultor grec Leòcares.[2]
- El Renaixement. Abans d'instal·lar-lo al Cortile del Belvedere, l'Apol·lo, que sembla haver estat descobert el 1489,[3] aparentment no havia atret l'atenció dels artistes.[4] Va ser descobert a la Vil·la de Neró d'Anzio. Encara que s'ha sabut sempre que havia pertangut a Giuliano Della Rovere abans de convertir-se en papa, com a Juli II, la seva ubicació és confusa, fins a data tan recent com 1986:[5] El cardenal Della Rovere, que tenia el títol de Sant Pietro in Vincoli, va romandre fora de Roma durant una dècada, durant el papat d'Alexandre VI, (1494-1503); l'endemig, l'Apol·lo va romandre al seu jardí, segons ha demostrat Deborah Brown, i no a l'església de la qual era titular, tal com s'ha suposat anteriorment.

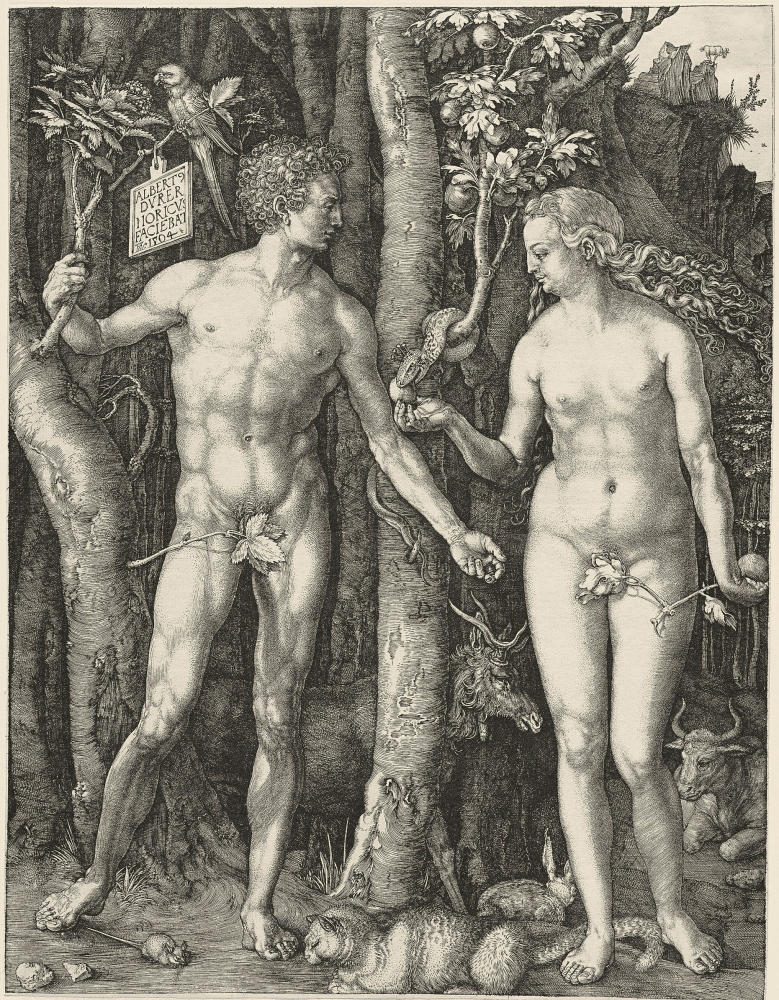
Adam i Eva, gravat del 1504 d'Albrecht Dürer, amb la postura del Apol·lo del Belvedere

Tan bon punt es va instal·lar al jardí del Belvedere, tanmateix, immediatament va ser conegut i va créixer-ne la demanda de còpies. L'escultor de Màntua, Pier Jacopo Alari Bonacolsi, anomenat L'Antico, en va fer un meticulós model en cera, que va fondre en bronze, amb un fi acabat i parcialment daurat, perquè figurés en la col·lecció dels Gonzaga, i va haver-n'hi tota una sèrie de còpies realitzades per altres mans. Albrecht Dürer va prendre l'actitud de l'Apol·lo, però invertida, per al seu Adam en el gravat del 1504 d'Adam i Eva, cosa que suggereix que va veure l'escultura a Roma. Quan L'Antico i Dürer ho van veure, l'Apol·lo probablement era en la col·lecció de Giuliano della Rovere, qui, tan bon punt va ser papa com a Juli II, va traslladar l'escultura el 1511 al petit pati d'escultures del Belvedere, residència estiuenca que estava unida amb el Palau Vaticà pel gran Cortile del Belvedere, executat per Bramante. Es va convertir en l'Apol·lo del Belvedere i amb aquest nom ha romàs, encara que l'escultura es troba a l'interior, al Museu Pius Clementí, als Museus Vaticans, de Roma.

## Obres inspirades o influïdes per l'Apol·lo del Belvedere
- Dürer, Adam i Eva ([gravat de 1504)
- Antonio Canova, Perseu (1801, Museus Vaticans). En aquest cas Canova, gran exponent d'escultura neoclassica va crear amb inspiració d'aquesta obra el seu Perseu amb el cap de Medusa, obtingut pel Papa Pius VII com a substitució de la robada i renombrada obra El consolador, ja que la pèrdua havia estat lamentada per els italians. Però al 1815 l'obra fou retornada al Vaticà per Canova que va negociar amb els francesos en nom del Papa.
- Thomas Crawford, Orfeu i Cèrber (1838-1843, Museu de Belles Arts de Boston).

## Redescobriment i restauració
No estan molt clares les circumstàncies del seu redescobriment i es tenen varies suposicions. L'Apol·lo va destacar a partir de final del segle xv, des que formà part de la col·lecció que tenia el Cardenal Giuliano della Rovere al seu palau a Santi Apostoli.
Pogué ser desenterrat a l'àrea de l'església de Sant Pere Encadenat, a Roma, a la Villa de Neró a Anzio o a la ciutat de Grottaferrata, on Giuliano era abat in commendam. Mentre Giuliano fou Cardenal va mantenir l'Apol·lo als jardins de la Basílica dels Sants Apòstols a Roma, però al convertir-se en Papa, prenent el nom de Juli II, aquest va traslladar l'escultura als palaus del Vaticà al 1511 i fou instal·lada al Pati del Belvedere, d'aquí el seu mot. Avui en dia segueix formant part del Museu Pio-Clementino, al Vaticà, una de les unitats dels Museus Vaticans.
Al 1532 es va ordenar la restauració de l'estàtua. Giovanni Montorsoli va llevar les restes del que quedava a la mà dreta, va completar pèrdues que hi havia als dos braços, va canviar llegerament la posició de l'avantbraç dret, va afegir la part superior que faltava del buirac i va augmentar l'altura del tronc de l'arbre, també va eliminar el pont d'unió de marbre entre la cuixa dreta i el tronc. Va refer les dues mans, una cosa que fou criticada de la seva restauració degut a la desproporció que presentaven les mans, semblaven massa allargades. Per altra banda també va reparar diversos danys superficials menors a l'estàtua sencera, el penis no fou restaurat. Posteriorment la restauració de Montorsoli fou critica especialment pel tema de les mans que semblaven massa allargades. Hi hagué una addició posterior feta per ordre de Pius IV que va ocultar els genitals amb una fulla de parra. Finalment hi hagué una de les restauracions més recents duta a terme al 1924 per Guido Galli amb la qual es va eliminar part de les antigues integracions.

## Importància i rellevància
Durant els segles XV i XVI l'escultura de l'Apol·lo Belvedere fou molt aclamada i admirada però a partir de segles posteriors amb el descobriment d'altres obres com el fris del Partenó se li va començar a donar menys importància i serà a partir de l'època neoclàssica que reprendrà la seva significació a partir dels escrits de Winckelmann.
.L'Apol·lo Belvedere fou admirada des que fou situada a al Pati de les Estàtues, deu la seva fama a Winckelmann qui a les seves pàgines la considerava un excel·lent manifestació d'art grec, segons ell “l'ideal més alt de l'art entre totes les obres antigues que s'han conservat fins als nostres dies”.
La fama de l'Apol·lo a l'antiguitat es desconeix. Seguint la hipòtesi de que hauria estat trobada a la Villa de Neró a Anzio, Winckelmann estableix que hauria d'haver estat important, altres autors també van suggerir la seva importància però va sorprendre el fet de l'absència de còpies, cosa habitual a aquest tipus d'obres cèlebres. Tot i això fou exposada al públic de nou i fou aclamada com una obra mestra, així mateix se la va revestir d'un component polític. El Papa sovint feia al·lusions al déu sol de la mitologia grega i a l'estàtua en particular, establint d'aquesta manera una associació simbòlica amb aquesta. S'ha de tenir en conta que al Renaixement la tradició clàssica va tenir una gran revitalització convertint-se en un instrument de autoglorificació per als poderosos. L'Apol·lo es va convertir en una imatge referent pels artistes i teòrics de l'art compromesos amb el desenvolupament d'un art figuratiu basat en el racionalisme, l'estudi científic de l'anatomia i en l'estudi de la geometria, juntament amb la concepció de l'art com una inspiració divina.
El fet de la troballa d'aquesta escultura en aquest moment va provocar un auge de la popularitat del déu i l'estàtua va adquirir una fama continental a partir de la ample circulació dels gravats de Raimondi. La imatge de l'Apol·lo Belvedere es va traslladar a diversos marcs, va il·lustrar llibres d'anatomia, va tenir influència sobre altres artistes entre els quals hi destaquen Miquel Àngel i Durero. Al 1540 va començar la comana de còpies per part dels col·leccionistes i membres de la reialesa europea.
El seu prestigi va continuar en augment durant el segle XVII donada l'influencia que va suposar sobre Bernini i es va revitalitzar més al segle xviii entre els antiquaris, filòsofs il·lustrats i artistes de neoclàssics. L'estàtua era un visita obligada per als que duien a terme el Gran Tour Europeu i dita estàtua es presentava com la culminació d'un itinerari artístic-espiritual, després del qual ja no era necessari veure res més.
Com s'ha esmentat abans l'Apol·lo Belvedere va tenir un gran reconeixement a les pàgines de Wickelman, per ell aquesta obra representava l'ideal més alt a l'art entre totes les obres de l'antiguitat, pensament al qual s'hi afegiren altres neoclàssics, va adquirir també gran admiració de Goethe, Schiller ho va contemplar com l'encarnació ideal de la humanitat completa entrellaçant gràcia i dignitat en una sola persona. Houdson es va inspirar en aquest per fer el seu Apol·lo de bronze, altres consideraven que era una representació sobrehumana i altres artistes van emprar la postura del Belvedere com a model per dignificar retrats de membres de l'elit. Es van dur a terme còpies per les principals entitats museistiques d'art i universitats d'Europa, respecte fora de l'àmbit europeu l'estàtua es va donar a conèixer entre els artistes nord americans a través de gravats, còpies i la difusió dels escrits de Winckelmann i altres teòrics.
Aquesta obra també va despertar l'interès de Napoleó Bonaparte, la qual cosa va suposar que aquest confisques l'estàtua al Vaticà al 1797 i se la va emportar a França, fou rebuda l'any següent a París amb una desfilada triomfal i fou instal·lat al 1800 al Museu Central d'Arts (futur Museu del Louvre).
La fama de l'Apol·lo Belvedere va començar a decaure amb els romàntics, tot i això poetes com Lord Byron encara la considerava “la glòria del Vaticà” i per altra banda Beethoven guardava una còpia en format de bust al seu estudi. Al seu torn Emil Braun, un arqueòleg alemany el descrivia a una guia turística com “una peça per viatjants i artistes amants de l'antiguitat”. Però no totes les opinions eren bones, com s'ha esmentat en aquest moment comença el declivi de l'Apol·lo Belvedere, Hazlitt, un escriptor anglès la va menysprear definint-la com “positivament dolenta”, per altra banda Ruskin la considerava una decepció per l'aparença mortal que se li atorgava al déu i Dostoievsky el va denominar “idol inútil”.
L'Apol·lo va tenir una gran influencia a la cultura occidental durant segles, fins i toto durant l'apogeu del colonialisme europeu l'Apol·lo Belvedere va esdevenir la encarnació de la identitat d'Europa. 
A més de les repercussions negatives l'escultura va haver de fer front al camp estètic l'atac dels modernistes, moment en què es va donar un accentuat desprestigi per lo clàssic al·legant que en aquell moment l'Apol·lo Belvedere estava oblidat i que els únics que el recordaven eren els guies turístics.
Darrerament l'Apol·lo Belvedere ha aconseguit recuperar un poc de brillantor per la seva imatge tot i que encara molts de crítics la consideren una obra freda i convencional. Quasi mai es menciona ja als llibres recents d'història de l'art. La seva efígie forma part de l'emblema de la missió Apol·lo 17 i de manera informal es va convertir en un símbol popular. 
Les seves reproduccions per a consum turístic es troben a diversos llocs com arreu d'Italia i altres països. En termes iconogràfics s'ha convertit en la representació més coneguda del déu Apol·lo, al segle XVII la seva figura va servir de model per retrats de personalitats eminents, per altra banda la seva figura ressorgeix a l'època contemporània com un patró de bellesa masculina. 